# Vrouw Holland
Vrouw Holland was een Groningse cabaretformatie bestaande uit drie vrouwen: Gabriëlle Glasbeek, Marieke Klooster en Karin Noeken, en een pianist Reinout Douma. Ze brengen een theatraal liedjesprogramma met vaak absurde humor.
Tot eind 2009 maakte ook José Zwerink deel uit van Vrouw Holland, zij is hier echter mee gestopt om een andere carrière te beginnen; ze richt zich nu op jazz- en latinmuziek.
Klooster en Zwerink hebben elkaar via het conservatorium leren kennen waar ze lichte muziek zang studeerden. Noeken volgde de opleiding drama aan de theaterschool in Kampen. Glasbeek studeerde dramatherapie in Amersfoort.  Douma deed ook de opleiding lichte muziek aan het conservatorium.
Toen de vrouwen elkaar steeds vaker tegenkwamen bij verschillende projecten op zang- en theatergebied, kwam het maken van een theatraal muziekprogramma ter sprake. Uiteindelijk werd er hard gewerkt en was er genoeg materiaal om een eerste voorstelling te ontwikkelen.
Vrouw Holland werd bekend door hun optreden op het Groningse Noorderzonfestival in 1997 en hun optreden bij Cameretten ’97. 
In februari en maart 2010 toerden ze samen met Imca Marina rond met de voorstelling Noordelichtekooi.
In 2013 vervangt Babette van Veen Marieke Klooster tijdelijk in de voorstelling Brave meisjes komen in de hemel.
In 2018 hield de groep op te bestaan. Zij speelden vanaf januari tot mei nog een reprise-tournee van hun jubileumvoorstelling "20 Jaar mannenhumor in een vrouwenlichaam". Ze sloten de tournee af in de Stadsschouwburg in Groningen.

## Programma's
- Vrouw Holland (1998-2000)
- VET (2000-2002)
- Wildplassen (2002-2004)
- In Corset (2004-2006)
- Starspray (2006-2008)
- Het beste van 10 jaar Vrouw Holland (2007-)
- Brave meisjes komen in de hemel (2012)